# Stictopisthus inusitatus
Stictopisthus inusitatus är en stekelart som beskrevs av Dasch 1974. Stictopisthus inusitatus ingår i släktet Stictopisthus och familjen brokparasitsteklar. Inga underarter finns listade i Catalogue of Life.